# Huaniqueo (kommun)
Huaniqueo är en kommun i Mexiko.   Den ligger i delstaten Michoacán de Ocampo, i den centrala delen av landet, 250 km väster om huvudstaden Mexico City.
Följande samhällen finns i Huaniqueo:
- Puerta de Jaripitiro
- La Manza
- El Cerrito
- Coeperio
- Santa Fe de la Labor
- Huapeo
- Santiago Congregación
- La Presa
- Ojo de Agua